# الأظهر (بعدان)

تعديل مصدري - تعديل

الأظهر هي إحدى قرى عزلة دلال بمديرية بعدان التابعة لمحافظة إب، بلغ تعداد سكانها 193 نسمة حسب تعداد اليمن لعام 2004.